# François van der Delft
François van der Delft, död 1550, var en flamländsk diplomat. Han var kejserligt sändebud till det engelska hovet 1545-1550.